# علی عابدزاده
علی عابدزاده (زادهٔ ۱۳۳۵) سیاستمدار و مدیر اجرایی ایرانی است. او بیش از دو دهه از سوابق مدیریتی خود را در شرکت هواپیمایی آسمان سپری کرده و تاکنون در مناصبی چون قائم‌مقام مدیرعامل شرکت هواپیمایی معراج، عضو هیئت مدیره شرکت‌های هواپیمایی کیش، ایران ایرتور و شرکت فرودگاه‌های کشور فعالیت نموده‌است. آخرین سمت او از مرداد ۱۳۹۴ تا مرداد ۱۳۹۹ معاون وزیر راه و شهرسازی و رئیس سازمان هواپیمایی کشوری بود.
وی دانش‌آموخته کارشناسی مهندسی هواپیما و کارشناسی ارشد مدیریت مهندسی از دانشگاه فیلیپین است اما مدارک تحصیلی او مورد مناقشه قرار گرفته است.

## مدرک تحصیلی
به نوشته تسنیم در سال ۱۳۹۴، تحصیلات دانشگاهی رئیس سازمان هواپیمایی کشوری از سال ۱۳۵۴ تا ۱۳۵۹ در کشور فیلیپین به طول انجامیده و صحت صدور و تعلق این مدارک در سال ۱۳۵۹ در جلسه ۱۷۴۹ کمیسیون ارزشیابی مدارک تحصیلی خارجی وزارت فرهنگ و آموزش عالی تأیید و ارزش تحصیلات یاد شده، لیسانس مهندسی هواپیما و فوق لیسانس مدیریت شناخته شده است. او توانسته در طول۵ سال، مدرک لیسانس و فوق‌لیسانس خود را با کسب نمرات عالی دریافت کند.
اما به نوشته همشهری در سال ۱۳۹۹، در پرونده‌های پرسنلی وی، در ۴۰ سال اخیر (از سال ۵۹ تا ۹۹) منحصرا یک گواهی تحت عنوان ارزش‌نامه تحصیلات خارجی که فاقد ریز نمرات تحصیلی است، در رشته «مهندسی مدیریت» مربوط به یکی از دانشگاه‌های کشور فیلیپین وجود دارد که در تاریخ ۱۲/۸/۱۳۵۹ مورد ارزشیابی قرار گرفته است و ادعا شده او مدعی است توانسته در طول سه سال، مدرک لیسانس و فوق‌لیسانس خود را باهم دریافت کند.

## اتهامات مالی
در مورد وی دو پروندهٔ قضایی تشکیل شده که در مورد یکی از آن‌ها حکم دادگاه صادر شده‌است. یک پرونده مربوط به خرید هواپیمای داسو فالکون ۲۰۰۰ است که علی عابدزاده، مدیرعامل وقت شرکت هواپیمایی آسمان، در محدوده سال‌های ۱۳۸۵ تا ۱۳۹۰، ۲۵ میلیون دلار وجوهات دولتی از سازمان هواپیمایی دریافت کرده تا اقدام به خرید یک هواپیمای فلایت‌چک کند اما به‌جای آن یک هواپیمای فالکون ۲۰۰۰ بدون پنل فلایت‌چک خریداری کرده که کارایی‌ای برای وارسی ندارد. در پروندهٔ دیگری که برای فلایت‌چک‌ها از سوی سازمان بازرسی کل کشور تهیه شده، عابدزاده یک هواپیمای بیچ‌کرفت کینگ ایر با پنل فلایت‌چک را به سه‌برابر قیمت خریداری کرده‌است و در روند بررسی این موضوع روشن شد که این هواپیما تنها ۲٫۵ میلیون دلار ارزش داشته اما ۱۱ میلیون دلار فاکتور شده‌است. سخنگوی قوه قضاییه نیز صدور حکم دادگاه در مورد پرونده خرید هواپیمای فلایت چک و ارسال آن به اجرای احکام را تأیید کرد.
عابدزاده در جلسه تودیع گفت: در جریان هواپیمایی فلایت چک هیچ‌کس دخیل نبود، نه آقای مهابادی، نه آقای امیرمکری. فلایت چک را من خریدم، گفتند فلایت چک را گران خریده‌است در حالی که توافق ما ۱۱٫۹ میلیون یورو بود، اما آن را ۹٫۹ میلیون یورو خریدیم. اما امروز کسی که هویت نامشخص دارد یک هواپیمای آموزشی را معرفی می‌کند و می‌گوید فلایت چک را گران خریده‌است. در همان موضوع هواپیمای فلایت چک مدیران واپس گرا گفتند اینها سندسازی کرده‌اند. در هواپیمای فلایت چک FIS میزان ۳٫۹ میلیون یورو قیمت دارد. اینها سندسازی کردند و آن را به ۹۵۰ هزار یورو تغییر دادند. یک فرد بی‌هویت هم به این ور آن ور نامه می‌نویسد که هواپیما را گران خریده‌اند و ما سال‌ها با چنین مشکلاتی مواجه بودیم.

## سقوط هواپیمای اکراینی
عابدزاده در مقام رئیس سازمان هواپیمایی کشوری در مورد سقوط هواپیمای اکراینی در سال ۱۳۹۸ گفت: «امکان انفجار هواپیمای اوکراینی بر اثر شلیک موشک از لحاظ فنی وجود ندارد. هواپیما با سر به زمین‌نخورده بلکه با شکم به زمین‌خورده و پس از بلند شدن به جای دیگری پرتاب شده‌است که این موضوع نشان می‌دهد که خلبان به وقوع آتش در هواپیما پی برده و تلاش می‌کرده تا آن را به زمین بنشاند». وی در پاسخ این پرسش که چرا خلبان درخصوص آتش گرفتن موتور هواپیما با برج مراقبت تماس نگرفته‌است، گفت: «خلبان آن لحظه قطعاً این احتمال وجود دارد که در محل استقرار خلبان دود آمده باشد».
فرمانده هوافضای سپاه پس از اعتراف به ساقط کردن هواپیمای مسافربری توسط حمله موشکی نیروهای تحت امر او در خصوص عملکرد سازمان هواپیمایی کشوری اظهار داشت: عزیزان سازمان هواپیمایی کشوری از این مسئله دفاع می‌کردند و می‌گفتند که این حادثه به خاطر اصابت موشک نیست. آنها براساس دانسته‌های خود عمل می‌کردند و از این حادثه اطلاعی نداشتند. که البته پس از آن با انتشار مکالمات سایر هواپیماها مشخص شد که هواپیماهای دیگر اصابت موشک را دیده‌اند و به برج مراقبت خبر داده‌اند و همچنین مدیرکل وقت دفتر بررسی سوانح سازمان هواپیمایی ایران ساعاتی بعد در مکالمه با سپاه از حمله موشکی مطلع شده‌است.